# Taenaris mailua
Taenaris mailua är en fjärilsart som beskrevs av Grose-smith 1897. Taenaris mailua ingår i släktet Taenaris och familjen praktfjärilar. Inga underarter finns listade i Catalogue of Life.